# Виконт ди Виламоура
Бенту ди Оливейра Кардозу и Каштру Гедеш ди Карвалью Лобу (порт. Bento de Oliveira Cardoso e Castro Guedes de Carvalho Lobo), больше известный по названию своего титула как Виконт ди Виламоура (порт. Visconde de Vila Moura; 8 ноября 1877, Байан, Королевство Португалия — 3 сентября 1935, Порту, Новое государство) — португальский юрист, политик, интеллектуал и писатель-декадент.
Первый и единственный виконт Виламоуры. Член Палаты депутатов Королевства Португалия. Сотрудник журнала «Орёл». Автор многочисленных романов, новелл, хроник, стихотворений и произведений литературной критики. Среди его работ скандальную известность приобрёл роман «Новая Сапфо» (1912), в котором им были затронуты темы мужской и женской гомосексуальности и некрофилии.

## Биография
Родился 8 ноября 1877 года в муниципалитете Байан в районе Грилу, в семье крупного землевладельца и юриста Алешандри Висенти Родригиш-Кардозу и домохозяйки Марии Кандиды ди Оливейра-и-Каштру, сеньоры Каса да Эйра ди Портомансу. Среднее образование получил в колледже Вашконселуш в Порту. Поступил на юридический факультет университета Коимбры, который окончил в 1900 году. 25 декабря 1900 года декретом короля Карлуша I ему был дарован титул виконта Виламоуры. Он унаследовал от родителей многочисленные имения и стал одним из крупнейших землевладельцев в муниципалитете Байан. В браке не состоял, потомства не оставил.
Ещё во время обучения в Коимбре, дебютировал как писатель. В 1898 году была издана его первая книга, в которую вошли несколько произведений разных жанров — от романа до литературного эссе. Виламоура был участником Португальского возрождения — культурного движения первой четверти XX века, зародившегося в Порту. Он придерживался декадентской эстетики, отвергая позитивизм и неореалистический натурализм. Некоторые из его произведений затрагивали тему гомосексуальности, из-за чего писатель приобрёл у современников репутацию скандального автора.
Помимо литературной деятельности, Виламоура занимался политикой. Он вступил в Партию возрождения и на всеобщих выборах 1908 года был избран в Палату депутатов от округа Восточный Порту. Приступил к обязанностям депутата 2 мая 1908 года. Во время своего срока участвовал в работе нескольких парламентских комиссий. Исполнял обязанности секретаря Палаты депутатов на ряде заседаний. В парламенте Виламоура лоббировал развитие сферы коммуникаций и железнодорожной сети, строительство дорог в муниципалитетах Байан и Марку-ди-Канавезиш, вопросы, связанные с виноградарством в Дору и проблемами общественного образования и здравоохранения.
В 1910 году, после провозглашения Первой республики, он отказался от активного участия в политике и поселился в Порту, где посвятил себя исключительно литературной деятельности. В это время им были написаны и изданы его самые известные произведения. Виламоура состоял в переписке с поэтом Фернанду Пессоа. Скончался в Порту 3 сентября 1935 года.